# Inspector Gadget (datorspel)
Inspector Gadget är ett sidscrollande actionspel till SNES, baserat på Kommissarie Gadget. Spelet utgavs av Hudson Soft, och flera av utvecklarna hade tidigare arbetat med Hudson Softs spelversioner av SWAT Kats: The Radical Squadron och An American Tail: Fievel Goes West.

## Handling
Gadget skall rädda brors/syster-dottern Penny, som blivid kidnappad av terroristgruppen MAD, som leds av Dr. Claw.

### Fotnoter
1. ↑  ”Composer/developer information”. SNESMusic.org. http://www.snesmusic.org/v2/profile.php?profile=set&selected=1209. Läst 7 maj 2014.
2. ↑  ”# of players information”. SNES Central. http://www.snescentral.com/article.php?id=0392. Läst 7 maj 2014.
3. ↑  ”Release information”. Gamefaqs. Arkiverad från originalet den 10 mars 2007. https://web.archive.org/web/20070310174213/http://www.gamefaqs.com/console/snes/data/588389.html. Läst 7 maj 2014.
4. ↑  ”Video game overview”. Mobygames. http://www.mobygames.com/game/inspector-gadget. Läst 7 maj 2014.